# Deidesheimer Hofstück
Hofstück heißt eine Großlage im rheinland-pfälzischen Weinbaugebiet Pfalz. Sie gehört hier zum Bereich Mittelhaardt-Deutsche Weinstraße und hat eine Größe von 1401 ha. Ihre Höhe liegt zwischen 104 und 190 m ü. NHN, sie ist zu 20 % hängig und zu 80 % flach. Der Boden besteht größtenteils aus Lehm, Letten, Sand und Kies. 
Namensgebend für die Weinlage war der Otterberger Hof in Deidesheim, Ecke Heumarktstraße/Stadtmauergasse, der 1310 als erstmals erwähnt wurde („de nova curia“).

## Einzellagen
Das Hofstück besteht aus folgenden Einzellagen:
| Deidesheim - Nonnenstück       | Ellerstadt - Kirchenstück                      | Friedelsheim - Gerümpel - Rosengarten      | Gönnheim - Kirchenstück - Klostergarten - Mandelgarten - Sonnenberg | Haßloch - Leisböhl                                                              |
| Hochdorf-Assenheim - Fuchsloch | Meckenheim - Linsenbusch - Neuberg - Spielberg | Niederkirchen - Klostergarten - Schloßberg | Rödersheim-Gronau - Fuchsloch                                       | Ruppertsberg - Gaisböhl - Hoheburg - Linsenbusch - Nußbien - Reiterpfad - Spieß |